# Каспрук, Сергей Александрович
Сергей Александрович Каспрук (род. 3 января 1975, Москва) — российский офицер Военно-воздушных сил Российской Федерации, подполковник, начальник воздушно-огневой и тактической подготовки вертолётного полка. Герой Российской Федерации (2022).

## Биография
Родился 3 января 1975 года в городе Москва, в семье военнослужащего-вертолётчика, участника Афганской войны. Проходил обучение в школе №2 города Пугачёва Саратовской области, где семья в тот момент проживала, а его отец проходил службу в вертолётном полку. Окончил Сызранское высшее военное авиационное училище лётчиков. В дальнейшем проходил службу на командных должностях в вертолётных частях Военно-воздушных сил Российской Федерации, пройдя путь от лётчика до начальника воздушно-огневой и тактической подготовки вертолётного полка.
С 24 февраля 2022 года принимал участие во вторжении России на Украину. Командовал вертолётом Ка-52.
Указом Президента Российской Федерации (закрытым) от 2022 года за мужество и героизм, проявленные при исполнении воинского долга, подполковнику Каспруку Сергею Александровичу было присвоено звание Герой Российской Федерации.
Награда была вручена лично министром обороны Сергеем Шойгу 10 августа 2022 года в Москве в Национальном центре управления обороной.

## Награды
- Герой Российской Федерации (2022)
- Орден Мужества (2000)
- Медаль ордена «За заслуги перед Отечеством» с мечами
- Медаль «За воинскую доблесть» (Минобороны) 2-й степени